# 8933 Куробе
8933 Куробе (8933 Kurobe) — астероїд головного поясу, відкритий 6 січня 1997 року.
Тіссеранів параметр щодо Юпітера — 3,296.